# جولي مورغان
جولي مورغان (بالإنجليزية: Julie Morgan )‏ (و. 1944  م) هي سياسية من المملكة المتحدة، وويلز، ولدت في كارديف، هي عضوةٌ حزب العمال.

## مناصب
تولت منصب Deputy Minister for Health and Social Services ‏ (منذ 13 ديسمبر 2018)
- عضو الجمعية الوطنية الويلزية الخامسة ‏ (منذ 5 مايو 2016)
- عضو الجمعية الوطنية الويلزية الرابعة ‏ (5 مايو 2011–6 أبريل 2016)
- عضو برلمان المملكة المتحدة الـ54 (5 مايو 2005–12 أبريل 2010)[6]
- عضو برلمان المملكة المتحدة الـ53 (7 يونيو 2001–11 أبريل 2005)[6]
- عضو البرلمان الثاني والخمسون للمملكة المتحدة (1 مايو 1997–14 مايو 2001).[6]

## التعليم
تعلمت في كلية الملك في لندن، وجامعة كارديف.